# Le Haut Commandement
Le Haut Commandement (Der höhere Befehl) est un film allemand réalisé par Gerhard Lamprecht, sorti en 1935.

## Synopsis
Pendant les Guerres napoléoniennes, un officier de l'armée prussienne aide un diplomate britannique à construire l'alliance contre la France de Napoléon.

## Fiche technique
- Réalisation : Gerhard Lamprecht
- Scénario : Kurt Kluge, Karl Lerbs, Philipp Lothar Mayring
- Producteur : Bruno Duday
- Photographie : Robert Baberske, Curt Courant
- Montage : Milo Harbich
- Musique : Werner Eisbrenner, Hermann Schulenburg
- Société de production : UFA
- Durée : 93 minutes
- Date de sortie : 30 décembre 1935

## Distribution
- Lil Dagover : Madame Martin
- Karl Ludwig Diehl : Rittmeister von Droste
- Heli Finkenzeller : Käte Traß
- Friedrich Kayßler : General
- Eduard von Winterstein : Major
- Aribert Wäscher : Advokat Menecke
- Hans Leibelt : Bürgermeister Stappenbeck
- Hans Mierendorff : Earl of Beckhurst
- Gertrud de Lalsky : Majorin Traß
- Karl Dannemann : Wenzel Lukas, Bursche
- Siegfried Schürenberg : Lord Beckhurst
- Günther Ballier : Premierleutnant von Bodenheim
- Johannes Bergfeldt : Mitarbeiter des Magistrats
- Gertrud Wolle : Frau Barth
- Walter Schramm-Duncker : Florian, Kutscher
- Heinz Könecke : Lieutnant Eckartsberg
- Friedrich Franz Stampe : Wachtmeister Krim
- Arnim Suessenguth : Kreisgerichtsdirektor Barth
- Till Klockow : Tochter Barth
- Otti Dietze : Hotelwirtin
- Walter von Allwoerden : Vertauter des Earls
- Bertold Reissig : Mitarbeiter des Magistrats
- Robert Forsch : Apotheker Riggert
- Karl Hannemann : Holzhändler Miesling
- Leopold von Ledebur : Officier
- Theodor Loos : Meneckes Mitarbeiter
- Werner Pledath : Kammerpräsident
- Volker von Collande : Bürger
- Claire Reigbert : Dame beim Empfang
- Ernst Rückert